# Saint-Laurent-le-Minier
Saint-Laurent-le-Minier – miejscowość i gmina we Francji, w regionie Oksytania, w departamencie Gard.
Według danych na rok 1990 gminę zamieszkiwało 340 osób, a gęstość zaludnienia wynosiła 26 osób/km² (wśród 1545 gmin Langwedocji-Roussillon Saint-Laurent-le-Minier plasuje się na 600. miejscu pod względem liczby ludności, natomiast pod względem powierzchni na miejscu 601.).